# Jean-Noël Spitzer
Pour les articles homonymes, voir Spitzer.
Pas d'image ? Cliquez ici

a Compétitions nationales et continentales officielles uniquement.

Dernière mise à jour le 18 mai 2018.
Jean-Noël Spitzer, né le 7 mars 1974 dans le Morbihan, est un joueur et entraîneur de rugby à XV français. Il est entraîneur du RC Vannes depuis 2005.

## Biographie
Il commence la pratique du rugby à XV à l'âge de 9 ans au RC Vannes. 
En 2005, il cesse sa carrière de joueur, au poste de troisième ligne, pour prendre la tête de l'équipe première à 31 ans, alors en Fédérale 2, en compagnie de Goulven Le Garrec.
De 2007 à 2015, il entraîne en binôme avec Esteban Devich. En huit années de collaboration et de progression linéaire, le tandem Spitzer-Devich fait ainsi passer le RCV du rang de promu au rang de favori de Fédérale 1. En 2012, ils sont rejoints par Wilfrid Lahaye.
En 2016, il mène le club jusqu'à la qualification en Pro D2 et parvient à l'y maintenir l'année suivante.
En 2018, son adjoint, Wilfrid Lahaye, quitte le club. Il est remplacé par le néo-zélandais Gerard Fraser.
Jusqu'en 2016, il est salarié du comité de Bretagne de rugby, où il est agent de développement, responsable du haut niveau et notamment du pôle espoir féminin de Rennes. Auparavant, il était responsable du pôle rugby au centre multisport de Séné.

## Bilan en tant qu'entraîneur
| Saison    | Club      | Division   | Poste              | Classement                    | Coupe d'Europe | Challenge européen |
| --------- | --------- | ---------- | ------------------ | ----------------------------- | -------------- | ------------------ |
| 2005-2006 | RC Vannes | Fédérale 2 | Entraîneur en chef | Promu en Fédérale 1           | -              | -                  |
| 2006-2007 | RC Vannes | Fédérale 1 | Entraîneur en chef | 5e de la poule 1              | -              | -                  |
| 2007-2008 | RC Vannes | Fédérale 1 | Entraîneur en chef | 4e de la poule 1              | -              | -                  |
| 2008-2009 | RC Vannes | Fédérale 1 | Entraîneur en chef | 4e de la poule 2              | -              | -                  |
| 2009-2010 | RC Vannes | Fédérale 1 | Entraîneur en chef | 3e de la poule 1              | -              | -                  |
| 2010-2011 | RC Vannes | Fédérale 1 | Entraîneur en chef | Éliminé en quart-de-finale    | -              | -                  |
| 2011-2012 | RC Vannes | Fédérale 1 | Entraîneur en chef | Éliminé en huitième-de-finale | -              | -                  |
| 2012-2013 | RC Vannes | Fédérale 1 | Entraîneur en chef | 5e de la poule 3              | -              | -                  |
| 2013-2014 | RC Vannes | Fédérale 1 | Entraîneur en chef | Éliminé en huitième-de-finale | -              | -                  |
| 2014-2015 | RC Vannes | Fédérale 1 | Entraîneur en chef | Éliminé en quart-de-finale    | -              | -                  |
| 2015-2016 | RC Vannes | Fédérale 1 | Entraîneur en chef | Promu en Pro D2               | -              | -                  |
| 2016-2017 | RC Vannes | Pro D2     | Entraîneur en chef | 11e                           | -              | -                  |
| 2017-2018 | RC Vannes | Pro D2     | Entraîneur en chef | 10e                           | -              | -                  |
| 2018-2019 | RC Vannes | Pro D2     | Entraîneur en chef | 4e, éliminé en demi-finale    | -              | -                  |
| 2019-2020 | RC Vannes | Pro D2     | Entraîneur en chef | 8e (arrêt du championnat)     | -              | -                  |
| 2020-2021 | RC Vannes | Pro D2     | Entraîneur en chef | 2e, éliminé en demi-finale    | -              | -                  |
| 2021-2022 | RC Vannes | Pro D2     | Entraîneur en chef | 11e                           | -              | -                  |
| 2022-2023 | RC Vannes | Pro D2     | Entraîneur en chef | 5e, éliminé en demi-finale    | -              | -                  |
| 2023-2024 | RC Vannes | Pro D2     | Entraîneur en chef | 2e (Champion)                 | -              | -                  |
| 2024-2025 | RC Vannes | Top 14     | Entraîneur en chef | -                             | -              | Phase de poules    |

## Distinctions personnelles
- Nuit du rugby 2024 : Meilleur staff d'entraîneur de Pro D2 (avec Yoann Boulanger, Mathieu Cidre et Goulven Le Garrec) pour la saison 2023-2024